# Gustav Berauer
Gustav „Gustl” Berauer (ur. 5 listopada 1912 w Petzer, zm. 18 maja 1986 w Schliersee) – niemiecki dwuboista klasyczny i biegacz narciarski, mistrz świata w kombinacji.

## Kariera
Urodził się w miejscowości Pec pod Sněžkou (wówczas Petzer), która znajdowała się wtedy na terytorium Austro-Węgier. W 1918 r. tereny te weszły w skład Czechosłowacji, w której barwach Berauer startował do 1938 r. Na igrzyskach olimpijskich w Garmisch-Partenkirchen w 1936 roku zajął 21. miejsce w biegu na 18 km techniką klasyczną, a w sztafecie był piąty. Na tych samych igrzyskach wystąpił także w kombinacji, kończąc rywalizację na czternastym miejscu. Rok później, podczas mistrzostw świata w Chamonix zajął piąte miejsce zarówno w kombinacji, jak i w sztafecie 4 × 10 km. Ostatni raz w barwach Czechosłowacji wystąpi na mistrzostwach świata w Lahti w 1938 roku, gdzie zajął 95. miejsce w biegu na 18 km, a w kombinacji był piętnasty.
Po włączeniu Kraju Sudetów do Trzeciej Rzeszy Berauer jako etniczny Niemiec reprezentował III Rzeszę, po raz pierwszy na mistrzostwach świata w Zakopanem w 1939 roku. Osiągnął tam największy sukces swojej kariery, zdobywając złoty medal w kombinacji. Wyprzedził bezpośrednio reprezentanta Szwecji Gustafa Adolfa Sellina oraz Norwega Magnara Fosseide. W Zakopanem zajął ponadto 28. miejsce w biegu na 18 km stylem klasycznym. Zwyciężył także w zawodach kombinacji norweskiej podczas mistrzostw świata w Cortina d’Ampezzo dwa lata później, jednakże podczas spotkania we francuskim mieście Pau, FIS zadecydowała, że wyniki z tych mistrzostw zostaną anulowane, gdyż liczba zawodników była zbyt mała.
Podczas II wojny światowej służył w stopniu feldwebla w oddziale strzelców alpejskich (niem. Gebirgsjäger). Z powodu odniesionych ran nie mógł kontynuować kariery po wojnie. W latach 1963–1975 był przewodniczącym komitetu kombinacji norweskiej w Międzynarodowej Federacji Narciarskiej.

## Osiągnięcia w kombinacji

### Igrzyska olimpijskie
| Miejsce | Dzień     | Rok  | Miejscowość            | Konkurencja   | Wynik zwycięzcy | Strata   | Zwycięzca      | Reprezentacja |
| ------- | --------- | ---- | ---------------------- | ------------- | --------------- | -------- | -------------- | ------------- |
| 14.     | 13 lutego | 1936 | Garmisch-Partenkirchen | Indywidualnie | 430,30 pkt      | 51,2 pkt | Oddbjørn Hagen | TCH           |

### Mistrzostwa świata
| Miejsce | Dzień     | Rok  | Miejscowość | Konkurencja   | Wynik zwycięzcy | Strata    | Zwycięzca        | Reprezentacja |
| ------- | --------- | ---- | ----------- | ------------- | --------------- | --------- | ---------------- | ------------- |
| 5.      | 12 lutego | 1937 | Chamonix    | Indywidualnie | 441,10 pkt      | 41,81 pkt | Sigurd Røen      | TCH           |
| 15.     | 27 lutego | 1938 | Lahti       | Indywidualnie | 432,60 pkt      | 42,30 pkt | Olaf Hoffsbakken | TCH           |
| 1.      | 15 lutego | 1939 | Zakopane    | Indywidualnie | 429,60 pkt      | –         | –                | GER           |

## Osiągnięcia w biegach

### Igrzyska olimpijskie
| Miejsce | Dzień     | Rok  | Miejscowość            | Konkurencja             | Wynik zwycięzcy | Strata | Zwycięzca           | Reprezentacja |
| ------- | --------- | ---- | ---------------------- | ----------------------- | --------------- | ------ | ------------------- | ------------- |
| 5.      | 10 lutego | 1936 | Garmisch-Partenkirchen | Sztafeta 4 × 10 km      | 2:41:33         | +10:23 | Finlandia           | TCH           |
| 21.     | 12 lutego | 1936 | Garmisch-Partenkirchen | 18 km stylem klasycznym | 1:14:38         | +8:26  | Erik August Larsson | TCH           |

### Mistrzostwa świata
| Miejsce | Dzień     | Rok  | Miejscowość | Konkurencja             | Wynik zwycięzcy | Strata | Zwycięzca       | Reprezentacja |
| ------- | --------- | ---- | ----------- | ----------------------- | --------------- | ------ | --------------- | ------------- |
| 5.      | 18 lutego | 1937 | Chamonix    | Sztafeta 4 × 10 km      | 3:06.07         | ?      | Norwegia        | TCH           |
| 95.     | 25 lutego | 1938 | Lahti       | 18 km stylem klasycznym | 1:09:37         | +8:25  | Pauli Pitkänen  | TCH           |
| 27.     | 15 lutego | 1939 | Zakopane    | 18 km stylem klasycznym | 1:05:30         | +7:13  | Jussi Kurikkala | GER           |